# Pieter Heykoop
Pieter Heykoop (Dordrecht, 11 oktober 1960) is een Nederlandse organist en componist.

## Biografie
Pieter Heykoop werd in Dordrecht geboren op 11 oktober 1960. Al op zeer jonge leeftijd bleek zijn muzikaal talent en grote interesse voor het orgel. Op de leeftijd van zes jaar ontving hij zijn eerste orgellessen van Bart van den Berg. Hierna kreeg hij lessen van de beroemde organisten Cor Visser (toenmalige organist van de Grote Kerk Dordrecht) en Jan Bonefaas (toenmalige organist Grote Kerk Gorinchem). Later studeerde hij bij Ben van Oosten, welke internationale bekendheid geniet.
Al op 15-jarige leeftijd ontving hij zijn eerste aanstelling als organist van een van de Gereformeerde kerken in Dordrecht. Toen Pieter opgroeide, verhuisde hij naar Yerseke. In het Zeeuwse dorp Kapelle runt hij samen met zijn vrouw een restaurant. Ook is hij sinds 1986 organist van de Gereformeerde Gemeente Yerseke, waar een royaal 3-klaviers orgel staat, gebouwd door Van den Heuvel orgelbouw. Ook is Pieter de vaste organist van enkele koren:
- Gemengd koor Yerseke
- Urker Visserskoor Crescendo
- Mannenkoor Ethan Yerseke

Inmiddels is Pieter een veelgevraagd organist in Nederland, maar ook in Canada en de Verenigde staten van Amerika. De concerten van Pieter worden vaak door vele honderden, tot soms wel meer dan duizend, bezoekers bezocht. De meeste concerten van Pieter zijn samenzang avonden, waar de bezoekers onder begeleiding van het orgel psalmen en/of gezangen zingen.
Een groot gedeelte van zijn orgelbewerkingen zijn op bladmuziek verkrijgbaar.
Ook had Heykoop als eerste organist van Nederland een eigen app waar zijn muziek te beluisteren was, maar dat was geen succes. Al zijn muziek en cd's staan nu op Familystream.

## Discografie
- Voor Kerktijd... (8 delen)
- Pieter Heykoop Improviseert (8 delen)
- dubbel cd Pieter Heykoop 25 jaar organist (improvisaties)
- Pieter Heykoop 30 jaar organist (Improvisaties en Samenzang)
- Orgelimprovisaties & Samenzang
- Symphonique
- Gezangen, die Uw naam verhogen (2 delen)
- Pieter Heykoop plays Psalters (3 delen)
- Na werktijd (2 delen)
- Daar Uw golven, daar Uw baren
- Gij koninkrijken zingt Gods lof
- SGP Mannenzang met bovenstem
- Speciaal voor jullie... (3 delen)
- Gedaald van 's hemels troon
- Een Psalmgezang...
- Mijn dagen zijn bij U geteld
- O all ye earth, His praises sing
- Zij, die de zee bevaren
- Davids Zoon lang verwacht (Samen met Anke Anderson - Harp)

## Bladmuziek
- Adagio Psalm 1 : 1, 3 en 4
- Voorspel en Koraal Psalm 3 : 3 en 2
- Voorspel en Koraal Psalm 5 : 1 en 2
- Aria Psalm 6 : 4
- Gebed Psalm 15 : 1
- Prelude Psalm 16 : 5
- Inleiding en Koraal Psalm 21 : 13
- Passion Psalm 22 : 1 en 6
- Koraalspel Psalm 25 : 2, 3 en 4
- Prelude Psalm 25 : 8
- Aria Psalm 26 : 2
- Voorspel en Koraal Psalm 32 : 1 en 6
- Intrada Psalm 33 : 1
- Koraalbewerking Psalm 34 : 9
- Aria Psalm 38 : 6 en 9
- Passion Psalm 40 : 4
- Begeleidingspartituur Psalm 42 : 1, 3 en 5
- Voorspel en Koraal Psalm 43 : 3 en 4
- Koraalvoorspel Psalm 45 : 1
- Voorspel en Koraal Psalm 46 : 1, 4 en 6
- Inleiding en Koraal Psalm 51 : 1 en 6
- Gebed Psalm 54 : 1
- Pastorale Psalm 56 : 4
- Elegisch voorspel en Koraal Psalm 63 : 1, 2 en 3
- Koraalfinale Psalm 65 : 6
- Voorspel en Koraal Psalm 68 : 11 en 16
- Inleiding en Koraal Psalm 73 : 6, 9 en 14
- Inleidend koraal Psalm 75 : 4
- Basso ostinato Psalm 77 : 1, 6 en 8
- Inleiding en Koraal Psalm 79 : 4 en 7
- Andante con moto Psalm 80 : 1 en 11
- Voorspel en Koraal Psalm 84 : 1
- Voorspel en Koraal Psalm 85 : 1 en 2
- Voorspel en Koraal Psalm 101 : 1 en 6
- Meditatie Psalm 103 | 89 | 39
- Koraalfantasie Psalm 105 : 1
- Echo-fantasie Psalm 113 : 2
- Voorspel en Koralen: Psalm 116 : 1, 2, 3 en 10
- Koraalbewerking Psalm 119 : 17
- Inleiding en Koraal Psalm 121 : 1 en 4
- Orgelkoraal Psalm 124 : 1 en 2
- Voorspel en Koraal Psalm 126 : 2
- Trio Psalm 132 : 10
- Inleiding en koraal Psalm 132 : 11
- Koraalbewerking Psalm 133 : 1 en 3
- Koraalbewerking Psalm 134 : 2 en 3
- Begeleidingspartituur Psalm 136 : 1 en 26
- Cantilena Psalm 139 : 14
- Voorspel en Koraal Psalm 140 : 1 en 7
- Largo Psalm 141 : 1
- Adagio Psalm 144 : 2
- Intrada en Koraal Psalm 147 : 1 en 4
- Melodiebewerking Cantique de Noël
- Fantasie De Heer' is God en niemand meer
- Melodiebewerking De lofzang van Maria
- Meditatie De lofzang van Simeon
- Fantasie De Lofzang van Zacharias
- Koraalfinale Een vaste burcht is onze God
- Fantasie Ere zij aan God, den Vader
- Liedbewerking Ere zij God
- Inleiding en Koraal Leer mij Uw weg, O Heer
- Adagio Neem mijn leven, laat het Heer
- Inleidend koraal O grote Christus, eeuwig licht
- Priere O Heer die onze Vader zijt
- Orgelkoraal O, Kindeke klein
- Inleidend koraalspel Zegen ons, Algoede